# 菊池洋一
菊池 洋一（きくち よういち、1953年8月27日 - ）は、日本の裁判官。奈良県出身。広島高等裁判所長官。

## 経歴
- 1976年4月 司法修習生（30期）
- 1978年4月 東京地方裁判所判事補任官
- 1982年4月 最高裁判所事務総局行政局付
- 1983年9月 法務省民事局付
- 1988年2月 在オランダ日本国大使館一等書記官
- 1991年3月 法務省民事局付
- 1993年7月 法務省民事局第四課長
- 1994年10月 法務省民事局参事官
- 1996年4月 法務省民事局参事官兼法務省民事局第三課長事務取扱
- 1996年7月 法務省民事局参事官
- 1996年9月 法務大臣官房参事官
- 1998年6月 東京高等裁判所判事
- 2000年4月 東京地方裁判所部総括判事
- 2004年8月 横浜地方裁判所部総括判事
- 2006年6月 法務省大臣官房司法法制部長
- 2008年1月 東京高等裁判所判事
- 2008年10月 東京地方裁判所所長代行者・東京簡易裁判所司法行政事務掌理裁判官
- 2010年3月 徳島地方・家庭裁判所長
- 2011年9月 京都地方裁判所長
- 2013年6月 東京高等裁判所部総括判事
- 2017年10月 広島高等裁判所長官
- 2018年10月 退官

## 主な担当訴訟
- 中野区土地代金損賠訴訟[1]
- 群馬県都市計画認可取消請求訴訟[2]
- 平頂山事件国賠訴訟[3]
- 光通信週刊新潮名誉毀損損賠訴訟[4]
- 加藤紘一衆議院議員夫人荘内日報名誉毀損損賠訴訟[5]
- パラジウム集団訴訟[6]